# نويماركت إن در أوبرفالتس
نويماركت إن دير أوبربفالتس (بالألمانية: Neumarkt in der Oberpfalz) مدينة والمقر الإداري في مقاطعة نويماركت إن دير أوبربفالتس ‏ الواقعة في المنطقة الإدارية بالاتينات العليا في ولاية بافاريا الألمانية. تمثل المدينة المركز الاقتصادي والثقافي في غرب بالاتينات العليا بين نورنبرغ وإنغولشتات وريغنسبورغ. بتعداد سكانها البالغ 40.274 نسمة تأتي في المركز الرابع في بالاتينات العليا بعد ريغنسبورغ وفايدن وآمبرغ.
منذ القرن التاسع عشر تطورت المدينة بشكل متزايد لتصبح موقعًا تجاريًا وصناعيًا، وهناك العديد من الشركات الكبرى الموجودة فيها.

## المدن التوأمة
مدينة إسوار هي مدينة توأمة لـنويماركت اين در اوبرفالتز.

## أعلام
- ألويس كارل
- ديتريخ إيكهارت
- أوقست رينالدي
- لودفيغ أوت
- كاسبار شوبه